# Oulette Bridge
Die Oulette Bridge, offiziell Joseph R. Oulette Memorial Bridge und früher Aiken Street Bridge genannt, führt die Aiken Street in Lowell, Massachusetts, USA über den Merrimack River.
Sie wurde 1953 oder 1954 nach einem jungen, im Koreakrieg gefallenen Kriegshelden benannt.
Die 1883 eröffnete Brücke ist mit ihren fünf Öffnungen die längste Linsenträgerbrücke der USA und die zweitälteste in Massachusetts. Sie ist eine der von der Corrugated Metal Company aufgrund eines Patents von William 0. Douglas erstellten Brücken dieser Bauart. Sie wurde in den Jahren 1882 und 1883 gebaut, kurz bevor die Corrugated Metall Company in Berlin Iron Bridge Co. (nach dem Sitz des Unternehmens in East Berlin, Connecticut) umbenannt wurde. Das Unternehmen baute zahlreiche schmiedeeiserne Brücken im Osten der USA und war eines der Unternehmen, die 1900 von J. P. Morgan zur American Bridge Company zusammengefasst wurden.
Die 237,7 m lange und 15,5 m breite Brücke hat zwei Fahrbahnen innerhalb und je einen Gehweg außerhalb der Linsenträger. Ihre fünf rostrot gestrichenen Linsenträger sind jeweils 47,2 m lang. Sie sind in elf Fächer unterteilt und haben jeweils einen oberen polygonalen Gurt und doppelte Augenstäbe als unterer Gurt.
Das Bauwerk wurde 1992 grundlegend renoviert.